# La forma dell'acqua
La forma dell'acqua è un romanzo di Andrea Camilleri, pubblicato nel 1994 dalla Sellerio editore di Palermo.
È il primo romanzo della serie incentrata sulle avventure del commissario Montalbano, dal quale è stato tratto anche un omonimo film TV, prodotto dalla Rai nel 2000, con Luca Zingaretti nella parte del commissario.

## Trama

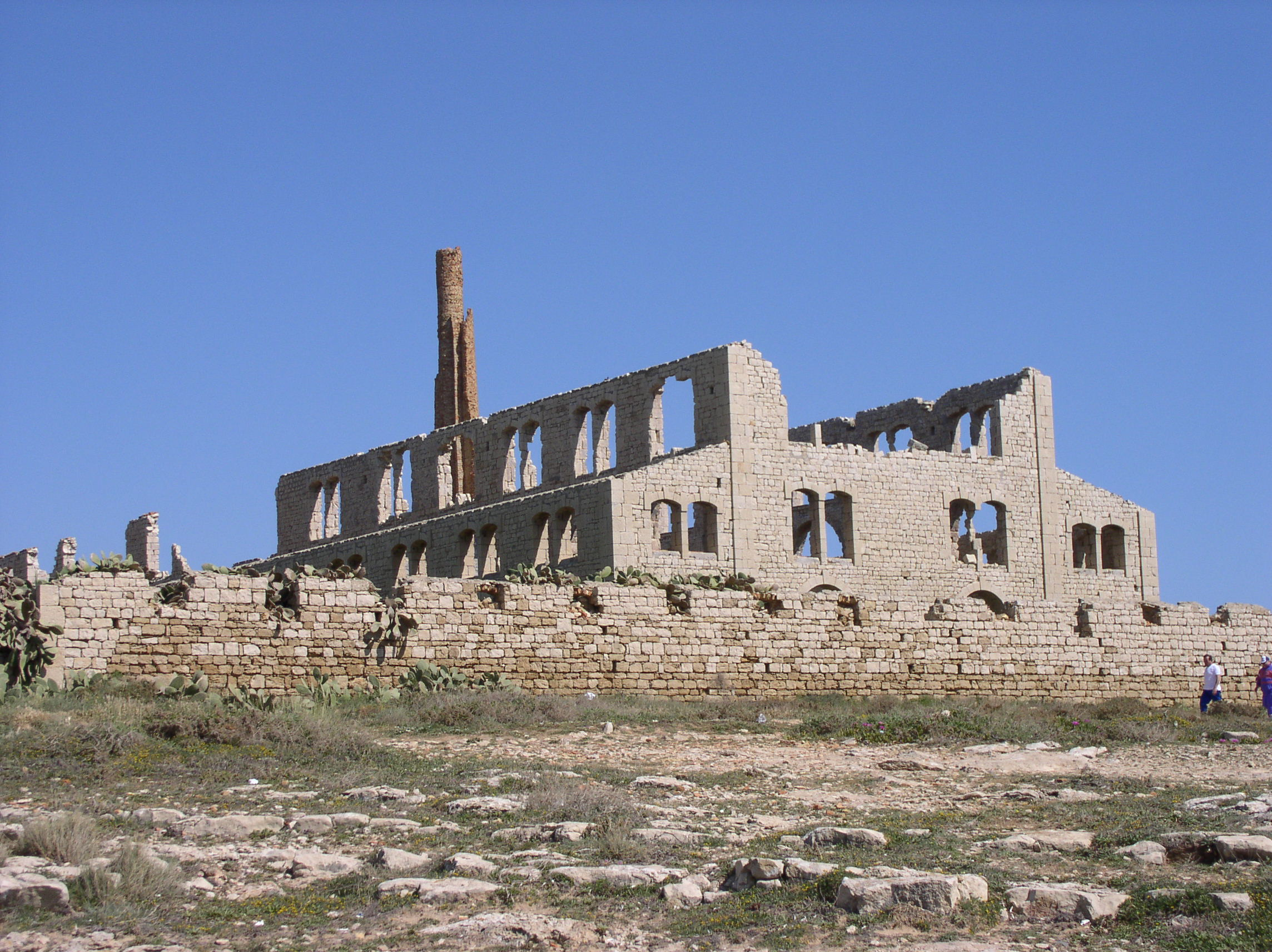
La mànnara di Marinella nello sceneggiato televisivo omonimo, in realtà la Fornace Penna oggi in disuso

Pino Catalano e Saro Montaperto, due geometri che per necessità fanno il lavoro di munnizzari in una zona malfamata, la mànnara, consueto luogo di ritrovo di prostitute, trovano all'interno di un'automobile il cadavere di un uomo con gli abiti discinti che essi conoscono bene, essendo un noto esponente politico locale: l'ingegner Luparello. Uno dei due, Saro, trova poi una collana di alto valore che nasconde perché si ripromette di venderla per ricavarne del denaro per curare il figlioletto malato.
Essi pensano, per accattivarsene i favori, di avvertire telefonicamente, prima ancora che la polizia, l'avvocato Rizzo, amico e consigliere politico dell'ingegnere defunto e suo prevedibile successore alla carica di segretario politico: questi però stranamente non sembra sorpreso di quanto i due gli riferiscono, ma li invita semplicemente a chiamare la polizia.
Giunto sul luogo, il commissario Montalbano riceve conferma dallo scontroso medico legale Pasquano che la morte di Luparello è avvenuta durante un incontro sessuale. Sul posto viene rinvenuta una borsa con le iniziali di Ingrid Sjöström e anche la collana, ritrovata dal netturbino, come verrà a sapere il commissario, le appartiene. 
L'assassinio dell'ingegnere, perché Montalbano è convinto che si tratti di questo, è stato costruito in modo tale che assuma una forma particolare, come quella dell'acqua in un contenitore, in modo da far ricadere la responsabilità sulla bella svedese di cui nel corso dell'indagine il commissario, resistendo eroicamente alle disinvolte profferte della giovane per mantenersi fedele alla fidanzata Livia, diviene amico ma non amante. 
Saranno infine proprio le due donne a far risolvere a Montalbano l'intricato caso.

## Edizioni
- Andrea Camilleri, La forma dell'acqua, Diciottesima ed., collana La memoria, Sellerio, 2000,  pp. 173, cap. 16, ISBN 88-389-1017-0.